# Lijst van voetbalinterlands China - Jordanië
Deze lijst van voetbalinterlands is een overzicht van alle officiële voetbalwedstrijden tussen de nationale teams van China en Jordanië. De landen speelden tot op heden twaalf keer tegen elkaar. De eerste ontmoeting, een kwalificatiewedstrijd voor de Azië Cup 1984, werd gespeeld in Guangzhou op 15 september 1984.  Het laatste duel, een vriendschappelijke wedstrijd, vond plaats op 28 december 2014 in Doha (Qatar).

## Wedstrijden
| №  | Plaats    | Datum             | Competitie                 | Wedstrijd        | Uitslag |
| -- | --------- | ----------------- | -------------------------- | ---------------- | ------- |
| 1  | Guangzhou | 15 september 1984 | Azië Cup 1984 kwalificatie | Jordanië – China | 0 – 6   |
| 2  | Irbid     | 26 mei 1993       | WK 1994 kwalificatie       | Jordanië – China | 0 – 3   |
| 3  | Chengdu   | 16 juni 1993      | WK 1994 kwalificatie       | China − Jordanië | 4 − 1   |
| 4  | Amman     | 7 oktober 2000    | Vriendschappelijk          | Jordanië − China | 1 − 1   |
| 5  | Riffa     | 9 december 2002   | Vriendschappelijk          | Jordanië − China | 0 − 0   |
| 6  | Kunshan   | 25 mei 2008       | Vriendschappelijk          | China − Jordanië | 2 − 0   |
| 7  | Amman     | 21 december 2008  | Vriendschappelijk          | Jordanië − China | 0 − 1   |
| 8  | Jinan     | 30 december 2009  | Vriendschappelijk          | China − Jordanië | 2 − 2   |
| 9  | Amman     | 6 september 2011  | WK 2014 kwalificatie       | Jordanië − China | 2 − 1   |
| 10 | Guangzhou | 29 februari 2012  | WK 2014 kwalificatie       | China − Jordanië | 3 − 1   |
| 11 | Harbin    | 9 september 2014  | Vriendschappelijk          | China − Jordanië | 1 − 1   |
| 12 | Doha      | 28 december 2018  | Vriendschappelijk          | Jordanië − China | 1 − 1   |

## Samenvatting
| Competitie            | Totaal gespeeld | Winst China | Gelijk | Winst Jordanië | Doelsaldo China – Jordanië |
| --------------------- | --------------- | ----------- | ------ | -------------- | -------------------------- |
| WK-kwalificatie       | 4               | 3           | 0      | 1              | 11 − 4                     |
| Azië Cup-kwalificatie | 1               | 1           | 0      | 0              | 6 − 0                      |
| Vriendschappelijk     | 7               | 2           | 5      | 0              | 8 − 5                      |
| Totaal                | 12              | 6           | 5      | 1              | 25 – 9                     |

Wedstrijden bepaald door strafschoppen worden, in lijn met de FIFA, als een gelijkspel gerekend.